# Martin Dupkala
Martin Dupkala (sinh 7 tháng 5 năm 1985) là một tiền vệ bóng đá Slovakia hiện tại thi đấu cho câu lạc bộ Fortuna Liga 1. FC Tatran Prešov.

## Sự nghiệp câu lạc bộ

### 1. FC Tatran Prešov
Dupkala ra mắt tại Fortuna Liga cho 1. FC Tatran Prešov trước MFK Zemplín Michalovce ngày 24 tháng 7 năm 2016.